# Romain Goulon
Pour les articles homonymes, voir Goulon.
 (avril 2011).
Si vous disposez d'ouvrages ou d'articles de référence ou si vous connaissez des sites web de qualité traitant du thème abordé ici, merci de compléter l'article en donnant les références utiles à sa vérifiabilité et en les liant à la section « Notes et références ».
Romain Goulon est un batteur français de death metal né le 6 avril 1981 à Cannes (France).

## Biographie
Il est connu pour son jeu très technique, rapide et des techniques plurielles à la double grosse caisse notamment par le biais de nombreuses vidéos diffusées sur internet. Il était le batteur du groupe de death metal technique allemand Necrophagist ainsi que celui de Benighted.
Romain Goulon Project est le projet solo de Romain Goulon: fusionnant death metal et d'autres styles, sa musique ne cesse d'évoluer. 
On peut retrouver son EP "Time Prior To Consciousness" et son premier album "Gravity and consciousness" (extreme progressive death metal) sur les différentes plateformes audio et vidéo disponibles sur internet. 
De plus, Romain Goulon est actuellement le batteur des groupes Spheric Universe Experience (metal progressif français) et Sadist (metal prog Italien).  
Depuis octobre 2022, Romain Goulon évolue dans le groupe de modern hard rock angevin Gorgeous.  

## Collaborations
- Benighted (groupe de death metal, originaire de France, signé par le label Season of Mist)

Il a été annoncé à la mi-février 2016 comme le nouveau batteur de ce groupe à la place de Kevin Foley.
- Agressor (groupe de death metal, originaire de France, signé par le label Season of Mist)

Il est le batteur de ce groupe depuis 2004, mais en raison de ses activités avec Necrophagist, il est difficile de dire si sa présence au sein d'Agressor est encore d'actualité.
- Arsebreed (groupe de brutal death metal, originaire des Pays bas, signé sur le label "Neurotic Records")

Il sera le batteur d'Arsebreed de 2005 à 2007.
- Disavowed (groupe de death metal technique, originaire des Pays bas, signé sur le label "Neurotic Records")

Il sera le batteur du groupe de 2005 à 2007.
- Disharmony (groupe de metal progressif et instrumental, originaire de Cannes, France, signé sur le label "Musical Epidemy")

Il est le cofondateur du groupe, avec Remy lefebvre et Julien Aldeguer en 2001, et en sera le batteur jusqu'à son split en 2006, peu de temps après la sortie de l'album "Reversed Involution"
- Imperial Sodomy (groupe de brutal death metal, originaire de France signé par "Diamond Production")

En 2000, il intègre ce groupe régional en plein essor. À cause de divergences d'ambition et de manque de sérieux de certains membres (problèmes d'alcoolisme, de drogues et de violence), il décide de quitter le groupe en 2005.
- Stelaria (groupe de power metal progressif, originaire d'Île-de-France)

On note sa participation avec le groupe Stelaria (composé d'ancien membres de Fairyland). Pour l'instant une démo est en cours d'enregistrement ; La présence de Romain Goulon est notable sur les morceaux "Ghosts and Goblins" et "Sign from the sky".